# Căpitanul America: Primul Răzbunător
Căpitanul America: Primul răzbunător (titlu original: Captain America: The First Avenger) este un film american din 2011 regizat de Joe Johnston. Rolurile principale au fost interpretate de actorii Chris Evans.

## Prezentare
Paramount Pictures și Marvel Entertainment prezintă povestea unui om destinat să devină primul Răzbunător din lume.
Suntem în 1941, iar lumea este dezbinată de război. După repetate încercări de a se înrola pentru a-și face datoria alături de confrații săi Aliați, tânărul și pirpiriul Steve Rogers (Chris Evans) e acceptat să facă parte dintr-un program experimental care îl va transforma într-un supersoldat cunoscut sub numele de Căpitanul America.
Cu noua sa înfățișare, Căpitanul America se alătură forțelor militare, alături de prietenul său Bucky Barnes (SEBASTIAN STAN) și amica sa, Peggy Carter (HAYLEY ATWELL), sub comanda colonelului Chester Phillips (TOMMY LEE JONES), pentru a declara război diabolicei organizații HYDRA, divizia secretă de cercetare științifică a naziștilor, condusă de ticălosul Red Skull (HUGO WEAVING).
"Căpitanul America: Primul Răzbunător" se concentrează pe începuturile universului Marvel, care avea să fie populat mai târziu de supereroi precum Iron Man, Hulk și Thor, în vremuri când războaiele se luptau cu arme, dar erau câștigate de oameni.
Paramount Pictures și Marvel Entertainment prezintă o producție a Studiourilor Marvel, "Căpitanul America: Primul Răzbunător", un film de Joe Johnston, cu Chris Evans, Tommy Lee Jones, Hugo Weaving, Hayley Atwell, Dominic Cooper, Neal McDonough, Derek Luke și Stanley Tucci. Muzica e compusă de Alan Silvestri, iar Dave Jordan este supervizor muzical.
Stephen Broussard și Victoria Alonso sunt coproducători; costumele sunt create de Anna B. Sheppard, montajul e asigurat de Jeffrey Ford, A.C.E., și Robert Dalva, scenografia îi aparține lui Rick Heinrichs, iar director de imagine este Shelly Johnson, ASC. Louis D'Esposito, Joe Johnston, Nigel Gostelow, Alan Fine, Stan Lee și David Maisel sunt producători executivi, iar producător este Kevin Feige. Scenariul le aparține lui Christopher Markus & Stephen McFeely. "Căpitanul America:Primul Răzbunător" e regizat de Joe Johnston.

## Distribuție
| Actor             | Personaj         |
| ----------------- | ---------------- |
| Chris Evans       | Captain America  |
| Tommy Lee Jones   | Chester Phillips |
| Hugo Weaving      | Red Skull        |
| Hayley Atwell     | Peggy Carter     |
| Sebastian Stan    | Bucky Barnes     |
| Dominic Cooper    | Howard Stark     |
| Neal McDonough    | Dum Dum Dugan    |
| Derek Luke        | Gabe Jones       |
| Stanley Tucci     | Abraham Erskine  |
| Samuel L. Jackson | Nick Fury        |
| Kenneth Choi      | Jim Morita       |
| Bruno Ricci       | Jacques Dernier  |
| JJ Feild          | Union Jack       |
| Toby Jones        | Arnim Zola       |